# Allocapnia jeanae
Allocapnia jeanae är en bäcksländeart som beskrevs av Ross 1964. Allocapnia jeanae ingår i släktet Allocapnia och familjen småbäcksländor. Inga underarter finns listade i Catalogue of Life.